# Néstor Rolán
Néstor Rolán (* 26. Juni 1962 in Buenos Aires) ist ein argentinischer Tangosänger.

## Leben
Rolán nahm 1983 an einem Wettbewerb für Tangosänger in der Sendung El show de la vida des Fernsehsenders Canal 11 teil. 1984 tourte er als Sänger von Ernesto Francos Los Grandes del Compás durch Argentinien. 1986 trat er in Silvio Soldáns Sendung Grandes valores del tango auf Canal 9 auf. Im Folgejahr nahm er am Festival OTI de la Canción teil. Bei einer von Canal 9 organisierten Tournee trat er 1988 in Australien, Kanada und der Schweiz auf. 1989 wurde er mit dem Gardel de Oro ausgezeichnet.
Bei Sony de Argentina entstanden 1990 Aufnahmen mit dem Orchester Roberto Panseras. Eine weitere CD nahm er mit Omar Valente. Sony Japan lud ihn zu Aufnahmen mit dem Orchester Orlando Trípodis und einer Promotiontour durch das Land ein. 1995 wurde er vom Restaurant El Querandí als Sänger engagiert und nahm ein Album gemeinsam mit der Sängerin Patricia Lasala auf. Mit Silvio Soldáns Show El Tango es una fiesta unternahm er eine Tour durch Argentinien, bevor er 1999 Sänger in Fernando Solers Tangolokal Señor Tango wurde.
2000 trat er in Mar del Plata mit dem Trío Los Panchos auf, in Japan mit dem Orquesta Típica Tokio und in Beirut mit dem Orchester Jorge Dragones. Im Folgejahr gastierte er als Sänger des Sexteto Mayor in der La Esquina Homero Manzi und in Viña del Mar in Chile. Bei einer Nordamerikatournee hatte er Auftritte in New York, Miami und San Francisco, in Mexiko und Kanada.